# 弧弄蝶
弧弄蝶（學名：Aeromachus inachus），又名河伯鍔弄蝶、星褐弄蝶、星點小弄蝶。是屬於弄蝶科（Hesperiinae）的一種蝴蝶。它分佈於東部古北界的烏蘇里江、阿穆爾、台灣、日本。這種蝴蝶的幼蟲以大油芒及其他禾本科植物為食。一年有兩個或更多的世代，而這種蝴蝶的幼蟲會越冬。

## 亞種
- Aeromachus inachus inachus
- Aeromachus inachus formosanus Matsumura, 1931
- Aeromachus inachus jiujianganus Murayama

## 描述
雌雄差異不明顯。雄蝶頭部披白色與褐色混雜的毛，觸角背面與腹面均為褐色，具白色環節，末端彎鉤狀。口器為黑褐色，下唇鬚密布毛叢，向前延伸，第三節細小，背面褐色、腹面白色。身體背側呈褐色，腹側白色，足部為白色。前翅三角形，外緣略突出；後翅扇形。翅背面色澤以褐色為主，前翅有弧形排列的白色斑點，中室末端有一小白點。翅腹面佈滿乳白色鱗片，白斑形成明顯的中央與近外緣斑列，靠近基部處有帶褐邊的短白條，緣毛為白色夾雜褐色。雌蝶外形與雄蝶相似，但前翅外緣較圓鈍。

## 分佈
布區域包括日本、朝鮮半島、華北東北、華東以及臺灣。在臺灣，主要見於本島的中海拔山區。

## 棲地
棲息於森林邊緣或崩塌地等陽光充足的地方，一年繁殖多代。成蟲飛行活潑敏捷，會訪花覓食；幼蟲以禾本科的臺南大油芒為食，冬季以三齡幼蟲越冬。
根據 Uchida（1995）記載，亦取食亨利馬唐。